# آبزائوو (شهرستان بورایفسکی، باشقیرستان)
آبزائوو (انگلیسی: Abzaevo, Burayevsky District, Bashkortostan) یک شهرک در شهرستان بورایفسکی باشقیرستان کشور روسیه است.